# Dale Rominski
Dale Anthony Rominski (* 1. Oktober 1975 in Farmington Hills, Michigan) ist ein ehemaliger US-amerikanischer Eishockeyspieler, der im Verlauf seiner aktiven Karriere zwischen 1995 und 2001 unter anderem drei Spiele für die Tampa Bay Lightning in der National Hockey League (NHL) auf der Position des rechten Flügelstürmers bestritten hat. Den Großteil seiner kurzen Profilaufbahn verbrachte Rominski jedoch bei den Detroit Vipers in der International Hockey League (IHL), wo er weitere 143 Partien absolvierte.

## Karriere
Rominski besuchte zunächst bis 1994 die High School, wo er im selben Jahr mit der Auszeichnung des Michigan Mr. Hockey für den besten High-School-Spieler des Bundesstaats Michigan bedacht wurde. Anschließend verbrachte der Stürmer ein Jahr bei den Detroit Compuware Ambassadors in der North American Hockey League (NAHL) und begann daraufhin im Sommer 1995 ein Studium an der University of Michigan. Dort verbrachte er vier Jahre und lief parallel für das Eishockeyteam der Universität, die Wolverines, auf. Mit diesem spielte er über einen Zeitraum von vier Jahren in der Central Collegiate Hockey Association (CCHA), einer Division im Spielbetrieb der National Collegiate Athletic Association (NCAA). Die Zeit an der Universität war dabei überaus erfolgreich, da das Team in den Jahren 1996 und 1998 jeweils die nationale College-Meisterschaft der NCAA gewann. Ebenso sicherten sich die Wolverines im Jahr 1997 den Divisionstitel der CCHA.
Nachdem Rominski während seiner Zeit am College von den Franchises der National Hockey League (NHL) unbeachtet und daher ungedraftet geblieben war, erhielt er Ende August 1999 als sogenannter Free Agent einen Vertrag von den Tampa Bay Lightning aus der NHL angeboten. Mit der Ausnahme von drei Partien in der Millenniumssaison 1999/2000 verbrachte der US-Amerikaner die folgenden zwei Spielzeiten bei deren Farmteam, den Detroit Vipers, aus der International Hockey League (IHL). Dort bestritt Rominski bis zum Sommer 2001 insgesamt 143 Begegnungen, ehe er seine Profikarriere nach nur zwei Jahren im Alter von 25 Jahren frühzeitig beendete.

## Erfolge und Auszeichnungen
- 1994 Michigan Mr. Hockey (bester High-School-Spieler des Bundesstaats Michigan)
- 1996 NCAA-Division-I-Championship mit der University of Michigan
- 1997 CCHA-Meisterschaft mit der University of Michigan
- 1998 NCAA-Division-I-Championship mit der University of Michigan

## Karrierestatistik
(Legende zur Spielerstatistik: Sp oder GP = absolvierte Spiele; T oder G = erzielte Tore; V oder A = erzielte Assists; Pkt oder Pts = erzielte Scorerpunkte; SM oder PIM = erhaltene Strafminuten; +/− = Plus/Minus-Bilanz; PP = erzielte Überzahltore; SH = erzielte Unterzahltore; GW = erzielte Siegtore; 1 Play-downs/Relegation; Kursiv: Statistik nicht vollständig)